# Melanococcus viridis
Melanococcus viridis är en insektsart som först beskrevs av Green 1901.  Melanococcus viridis ingår i släktet Melanococcus och familjen ullsköldlöss. Inga underarter finns listade i Catalogue of Life.